# Huliyarahalli, Chikmagalur
Huliyarahalli là một làng thuộc tehsil Chikmagalur, huyện Chikmagalur, bang Karnataka, Ấn Độ.